# Anthobaphes violacea
Anthobaphes violacea là loài duy nhất trong chi Anthobaphes; dù có khi nó được đặt trong Nectarinia. Loài hút mật này đặc hữu môi trường sống fynbos ở tây nam Cộng hòa Nam Phi. Chúng thể hiện dị hình giới tính: con mái màu lục ôliu còn con trống có màu vàng hay cam dưới mặt bụng; còn đầu, cổ, lưng màu lục, lam hay tím tươi. Loài này hiện được IUCN xếp vào nhóm loài ít quan tâm. Tuy vậy, đô thị hóa, sự mở rộng đất trồng, và cháy fynbos đều ảnh hưởng lên chúng.

## Mô tả
Năm 1760, nhà động vật học Pháp Mathurin Jacques Brisson mô tả loài chim này trong tác phẩm Ornithologie dựa trên một mẫu vật thu nhặt từ mũi Hảo Vọng. Ông đặt nó tên tiếng Pháp Le petit grimpereau a longue queue du Cap de Bonne Espérance và tên tiếng Latinh Certhia Longicauda Minor Capitis Bonae Spei. Năm 1766 nhà tự nhiên học Thụy Sĩ Carl Linnaeus cập nhật Systema Naturae trong ấn bản thứ 12, ông thêm 240 loài mà Brisson đã mô tả trước đó. Ông cho loài này danh pháp hai phần Certhia violacea. Nó được nhà điểu học Jean Cabanis xếp vào chi Anthobaphes năm 1850.